# Европейский центр космической астрономии
Европейский центр космической астрономии (англ. European Space Astronomy Centre,  ESAC) — центр Европейского космического агентства (ЕКА) по космической науке (астрономии, исследования Солнечной системы и фундаментальной физики) недалеко от Мадрида в Испании. В нём находятся центры научных операций для всех астрономических и планетарных миссий ЕКА вместе с их научными архивами. Прошлые и настоящие миссии, представленные в ESAC, включают (в алфавитном порядке) Akari, BepiColombo, Cassini-Huygens, Cluster, Exomars, Gaia, космический телескоп Джеймса Уэбба, Herschel, Hubble, ISO, INTEGRAL, IUE, LISA Pathfinder, Mars Express, Planck, Rosetta, SOHO, Solar. Orbiter, Venus Express и XMM-Newton.
Будущие миссии, которые будут представлены ESAC, включают Athena, Euclid, JUICE и Plato.
В дополнение к исследованию дальнего космоса и Солнечной системы, ESAC занимается обработкой данных SMOS, спутника дистанционного зондирования Земли, и образовательной программы CESAR.
Антенна ЕКА для дальнего космоса в Европе расположена в Себреросе, Авила, в 90 км от Мадрида и 65 км от ESAC. Эта установка обеспечивает существенную поддержку деятельности ESAC. Открытый в сентябре 2005 года, Себрерос оснащён высокоточной системой управления наведением и 35-метровой антенной, которые позволяют ЕКА собирать данные с удалённых миссий к Меркурию, Венере, Марсу и далее.

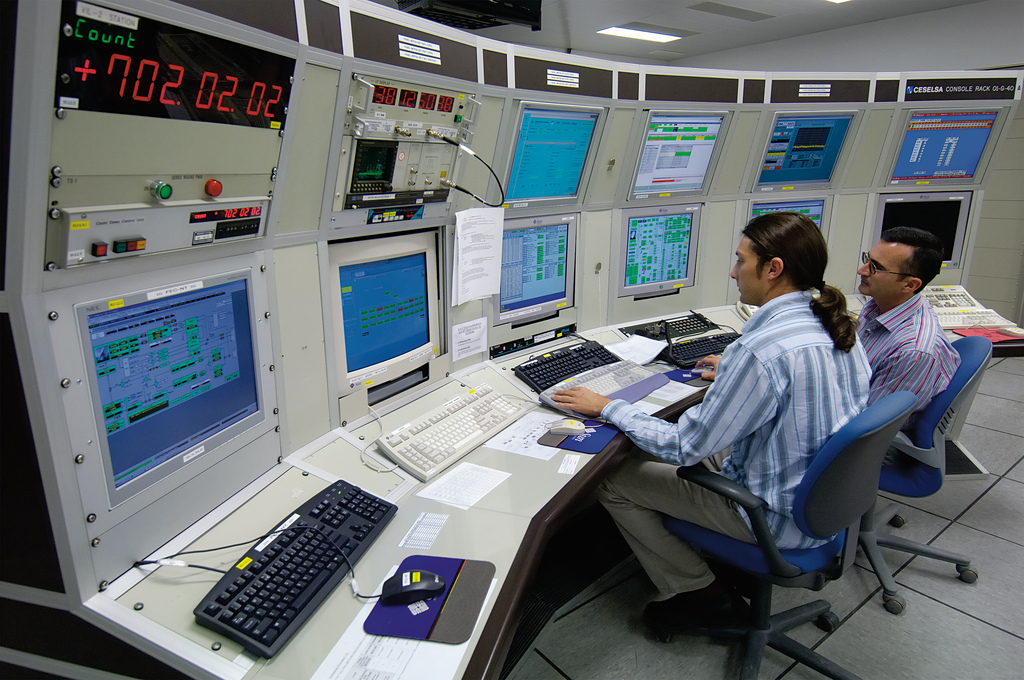
Станция управления

ESAC также участвует в миссиях ЕКА, проводимых в сотрудничестве с другими космическими агентствами. Одним из примеров является «Акари», возглавляемая Японией миссия по исследованию неба в инфракрасном диапазоне, запущенная 21 февраля 2006 года.
Кроме того, в ESAC также находится Испанский астробиологический центр (CAB), инновационный исследовательский центр, основной целью которого является поощрение молодых испанских учёных к работе в области астрофизики и фундаментальной физики.
ESAC расположен в Вильяфранка-дель-Кастильо, в черте города Вильянуэва-де-ла-Каньяда, расположенного в 30 км к западу от Мадрида в долине Гуадаррама. Вечнозелёные дубы и руины близлежащего замка XV века Кастильо-де-Ауленсия создают впечатляющий фон для высокотехнологичного вида больших антенн ЕКА и современных зданий.